# Phare Morro Niebla
Le phare Morro Niebla, également appelé phare Niebla et phare du fort de Niebla (en espagnol : Faro del Fuerte de Niebla), est un phare situé 
au fort de Niebla (es) à Niebla (Province de Valdivia), dans la baie de Corral au Chili.

## Généralités
Construit en 1900, la station est déjà implantée en 1860. Le phare sert à guider les bateaux dans la baie de Corral.
Il émet, à une hauteur focale de 50 m, un bref éclat blanc de 0.3 seconde par période de 10 secondes. Sa portée est de 7 milles nautiques (environ 13 km).

## Caractéristique dufeu maritime
Fréquence : 10 secondes (W)
- Lumière : 0.3 seconde
- Obscurité : 9.7 secondes

## Codes internationaux
- ARLHS[2] : CHI-060
- NGA : 1504 [3]
- Admiralty[4] : G 1728